# NTV (Portugal)
Pour les articles homonymes, voir NTV.
NTV (Porto TV, Informação e Multimédia S.A.) est une télévision régionale par câble portugais qui émet depuis Porto.
Ses émissions ont commencé le 15 octobre 2001.
Rachetée par le groupe RTP, elle a été remplacée par la chaîne RTPN (actuellement RTP Informação") le 31 mai 2004. Certains de ses programmes sont toujours diffusés par RTP Informaçäo.